# Peleopoda spudasma
Peleopoda spudasma is een vlinder uit de familie van de vuurmotten (Peleopodidae). De wetenschappelijke naam van de soort is voor het eerst geldig gepubliceerd in 1912 door Walsingham.